# Google Suggest

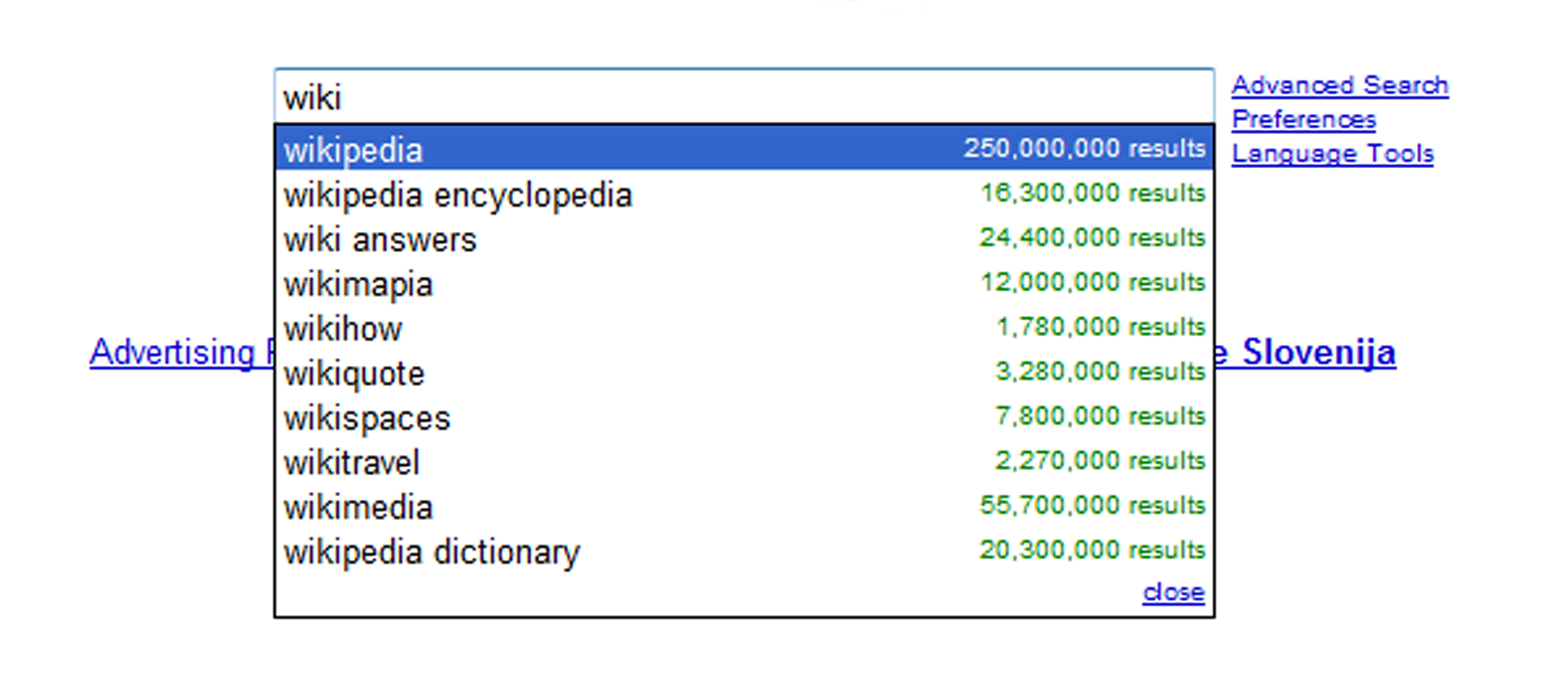
Google suggest (Bildschirmfoto von 2009, damals mit Ausgabe der Trefferzahl)

Google Suggest (auch Google Autocomplete) ist eine Erweiterung der Websuchmaschine Google zur Vorschlagssuche, bei der während des Tippens eines Suchworts bereits beliebte Stichwörter, die ein entsprechendes Präfix besitzen, aufgelistet werden. Der Name leitet sich vom englischen "to suggest" = vorschlagen ab. Die Suggest-Funktion ist in Deutschland seit dem 1. April 2009 verfügbar.
Die Funktionalität wird auf Basis der Ajax-Technologie zur Verfügung gestellt, bei der für die Datenübertragung kein erneuter Seitenaufruf im Webbrowser nötig ist.
Die getippten Buchstaben des Suchwortes werden unmittelbar im Hintergrund zum Server übertragen, das jeweilige Ergebnis zurückgeschickt und "live" in die bestehende Seite eingefügt. Dieser Vorgang wiederholt sich bei jedem getippten Buchstaben, weshalb sich die Vorschläge entsprechend während des Tippens in Echtzeit anpassen.

## Kontroversen
Die automatische Vervollständigung innerhalb der Suchmaschine Google sorgt immer wieder für Kontroversen.
Eine große mediale Aufmerksamkeit wurde dem Feature im September 2012 zuteil, als Bettina Wulff Klage gegen Google einreichte. Wulff wollte unter anderem erreichen, dass negative Suchvervollständigungen (z. B. Escort, Prostituierte), die hinter ihrem Namen auftauchen, gelöscht werden, da diese ihrem öffentlichen Ansehen schaden würden. Im November 2012 wurden acht Suchergebnisse aus dem Google-Index entfernt, die sich auf Bettina Wulff beziehen. Wulffs Anwälte hatten jedoch die Entfernung von 3.000 Ergebnissen gefordert. Auch die Suggests wurden nicht berührt.
Aufsehen erregte auch die Klage mehrerer Menschenrechtsorganisationen in Frankreich gegen Google. Gegenstand der Klage war, dass bei einigen Persönlichkeiten der Google Suggest "jüdisch" angezeigt wurde.
Eine Studie über Google Suggests zeigte Ende September 2012 zudem auf, dass die Sorgen vor negativen Auswirkungen der Google Suggests nicht unbegründet seien. So erinnern sich laut Studie ein Drittel aller Nutzer an negative Suggests über Personen und Unternehmen.